# Рассохин, Дмитрий Фёдорович
Дмитрий Фёдорович Рассохин (1924—1998) — советский военнослужащий, участник Великой Отечественной войны, полный кавалер ордена Славы, водитель танка 7-го отдельного гвардейского мотоциклетного Львовского полка (4-я гвардейская танковая армия, 1-й Украинский фронт), гвардии старший сержант.

## Биография
Дмитрий Фёдорович Рассохин родился в крестьянской семье в селе Выползово Курского уезда Курской губернии (в настоящее время Солнцевский район Курской области). Окончил 7 классов школы, работал помощником бригадира тракторной бригады.
В 1943 году Солнцевским райвоенкоматом был призван в ряды Красной армии, с 1 марта 1944 года на фронтах Великой Отечественной войны.
20—23 июля 1944 года при ликвидации окружённой Бродской группировки противника в районе села Почапы во Львовской области сержант Рассохин с экипажем подбил две самоходных орудия, уничтожил 2 миномёта и до взвода солдат противника. 3 октября 1944 года он был награждён орденом Славы 3-й степени.
15—16 января 1945 года в боях с окружённой группировкой противника в районе леса Моравица старший сержант Рассохин с экипажем танка уничтожил 2 пушки, самоходное орудие и более 25 солдат и офицеров противника. Приказом по 4-й танковой армии от 14 марта 1945 года Рассохин был награждён орденом Славы 2-й степени. Приказом по 4-й танковой армии от 1 февраля 1945 года Рассохин был награждён орденом Отечественной войны 2-й степени.
1 марта 1945 года при боях в Силезии в районе города Бенау (в настоящее время Беню (Польша) старший сержант Рассохин с экипажем танка Т-34 вывел из строя два самоходных орудия «Артштурм», уничтожил 5 пулемётных точек и до 40 солдат и офицеров противника. В обороне экипаж танка вместе с пехотными подразделениями выдержал 7 атак противника. Умело маневрируя, уклонялся от ударов танков противника. Приказом по 4-й танковой армии от 14 марта 1945 года Рассохин был награждён орденом Славы 2-й степени.
Механик-водитель танка Т-34 гвардии старший сержант Рассохин 24 апреля 1945 года в боях в районе населённого пункта Римертсхайде в составе экипажа огнём и гусеницами танка уничтожил 2 бронетранспортера, 3 пулемета, 4 автомашины с грузами и много солдат и офицеров противника. Приказом по армии от 17 июня 1945 года он повторно награждён орденом Славы 2-й степени. Указом Президиума Верховного Совета СССР от 20 декабря 1951 года он был перенаграждён орденом Славы 1-й степени.
Гвардии старший сержант Дмитрий Фёдорович Рассохин после демобилизации вернулся на родину. В 1952 году его вновь призвали в армию. В 1954 году окончил курсы усовершенствования офицерского состава при Саратовском танковом училище, в 1957 году окончил 10 классов вечерней школы при Доме офицеров ГСВГ в Галле. Был уволен в запас в звании майора технической службы в 1972 году. Жил в городе Горьком на улице Федосеенко, дом 90, где и установлена памятнная табличка. Работал техником в КБ завода «Электромаш».
В порядке массового награждения участников Великой Отечественной войны к 30-летию Победы 6 апреля 1985 года был награждён орденом Отечественной войны 1-й степени. 9 мая 1995 года участвовал в параде Победы на Красной площади в Москве.
Скончался 28 января 1998 года, похоронен в Нижнем Новгороде на Ново-Сормовском кладбище.